# 張肇元 (棒球運動員)
張肇元（1997年10月30日—） ，為台灣棒球選手，目前效力於中華職棒台鋼雄鷹，守備位置為捕手。於2020年季中選秀會被統一7-ELEVEn獅以第八輪第三十九順位選進。2022年12月5日，於季後擴編選秀會被台鋼雄鷹隊選中，轉至鷹隊效力。

## 經歷
- 花蓮縣富源國小少棒隊
- 花蓮縣化仁國中青少棒隊
- 桃園市立平鎮高級中等學校青棒隊
- 臺東縣國立臺東大學棒球隊
- 中華職棒統一7-ELEVEn獅（2020年8月24日－2022年12月5日）
- 中華職棒台鋼雄鷹（2022年12月5日-）

## 職棒生涯成績
| 年度 | 球隊           | 出賽 | 打數 | 安打 | 全壘打 | 打點 | 盜壘 | 四死 | 三振 | 壘打數 | 雙殺打 | 打擊率 | 上壘率 | 長打率 | OPS   |
| ---- | -------------- | ---- | ---- | ---- | ------ | ---- | ---- | ---- | ---- | ------ | ------ | ------ | ------ | ------ | ----- |
| 2022 | 統一7-ELEVEn獅 | 3    | 7    | 1    | 0      | 0    | 0    | 0    | 3    | 1      | 0      | 0.143  | 0.143  | 0.143  | 0.286 |
| 2024 | 台鋼雄鷹       | 103  | 295  | 76   | 3      | 39   | 0    | 38   | 63   | 100    | 8      | 0.258  | 0.342  | 0.339  | 0.681 |
| 合計 | 2年            | 106  | 302  | 77   | 3      | 39   | 0    | 38   | 66   | 101    | 8      | 0.255  | 0.338  | 0.334  | 0.672 |

## 特殊事蹟
2025年7月27日 ，在樂天桃園棒球場面對投手黃子鵬擊出雙響炮 ，也是人生首次雙響砲 。

## 外部連結
- 張肇元在台灣棒球維基館上的頁面（繁體中文）
- 張肇元在中華職棒官網
- 張肇元在Baseball-Reference.com（小聯盟以及海外聯盟）（英语）